# كورتني والش
كورتني والش (30 أكتوبر 1962 بكينغستون في جامايكا - ) (بالإنجليزية: Courtney Walsh) هو لاعب كريكت جامايكي. شارك مع منتخب الهند الغربية للكريكت ومنتخب جامايكا الوطني للكريكت. أما مع النوادي، فقد لعب مع نادي مقاطعة غلوستر للكريكت ‏.

## وصلات خارجية
- كورتني والش على موقع إي آس بي آن كريك إنفو (الإنجليزية)